# Koubova skála
Koubova skála je archeologická lokalita nad jihovýchodním okrajem vesnice Kaliště u Švihova v okrese Klatovy. Na skalnaté kupě se zde v eneolitu nacházelo sídliště chamské kultury. Jeho archeologické stopy jsou chráněné jako kulturní památka. Koubova skála patří s Teplou skálou a lokalitou objevenou roku 2008 jižně od Koubovy skály k souboru tří eneolitických sídlišť v okolí Kaliště.
Lokalitu objevil roku 1900 měčínský učitel Adolf Šlégl, který zde v letech 1900–1903 provedl několik archeologických sond. Jeho výkopy poškozenou lokalitu znovu v roce 1951 prozkoumali Jiří Neustupný a Václav Čtrnáct, kteří na ní nalezli mazanici, zlomky keramiky a kamennou sekerku.
Členitý buližníkový skalní útvar s nadmořskou výškou 520 metrů je porostlý vzrostlým lesem. Tvoří ho množství teras a plošin s celkovou rozlohou asi 500 m². Osídleny byly pravděpodobně všechny plošiny, ale hlavní část osídlení bývala v severovýchodní části skály. Součástí lokality je objekt vysekaný do skály o velikosti asi 1,5 × 1,5 metru a s hloubkou 20–30 centimetrů. Stáří a účel prohlubně není jasný. Podobné jámy byly odkryty na hradišti Dänemark, kde snad sloužily k uchovávání obilí, ale je možné, že objekt na Koubově skále vznikl až v novověku.